# Luminous Arc 2: Will
Luminous Arc 2: Will (ルミナスアーク2 ウィル, Ruminasu Āku Tsū Wiru) est un jeu de rôle tactique sorti sur la Nintendo DS le 15 mai 2008 au Japon et prévu en novembre de la même année aux États-Unis. Ce jeu a été développé par Image Epoch et édité par Marvelous Interactive. C'est la suite de Luminous Arc sorti en 2007 sur Nintendo DS.